# Podocotyle simplex
Podocotyle simplex är en plattmaskart. Podocotyle simplex ingår i släktet Podocotyle och familjen Opecoelidae. Inga underarter finns listade i Catalogue of Life.